# Skiptvet
Skiptvet es un municipio agrícola de la provincia de Østfold, Noruega. Tiene 3731 habitantes (censo de 2015), y una superficie de 101,6 km². Limita con los municipios de Våler, Spydeberg, Askim, Eidsberg, Rakkestad y Sarpsborg. Su punto más alto es Jonsrudåsen, situado a 225 m sobre el nivel del mar.